# Парентеральное питание

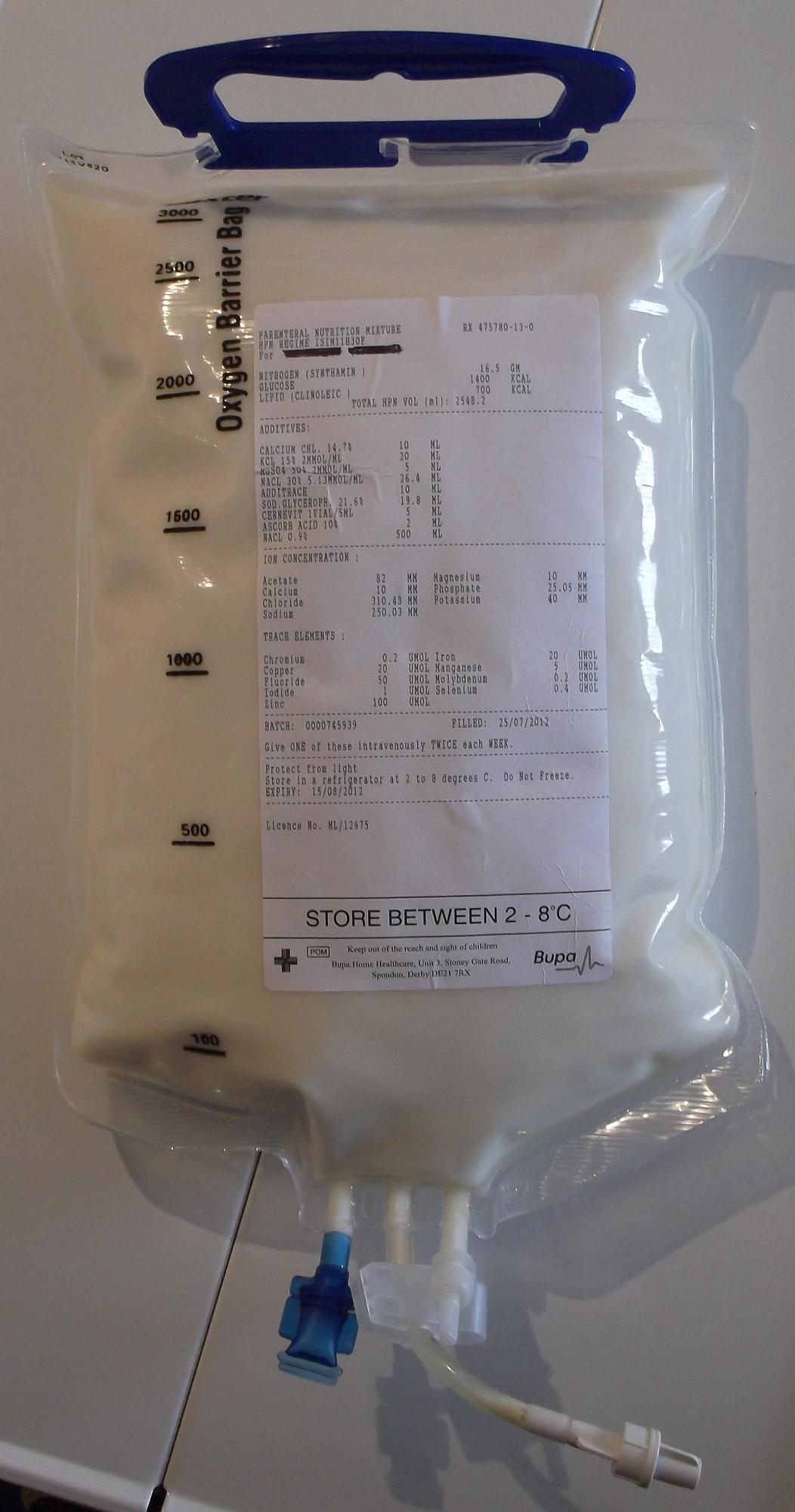
Пакет смеси для парентерального питания

Парентера́льное питание  (от др.-греч. παρά «мимо» + ἔντερᾰ «кишечник») — способ введения питательных веществ в организм путём внутривенной инфузии в обход желудочно-кишечного тракта. Может быть частичным и полным. Применяется при невозможности пациентом самостоятельно принимать пищу.
Парентеральное питание — неотъемлемая часть комплексной терапии пациента в нескольких случаях: когда он не может принимать и/или усваивать пищу через рот (травмы и операции в области лица и черепа, на пищеварительном тракте, злокачественные новообразования пищевода и горла) либо когда имеется опасность ухудшения болезни при питании через рот (обострение панкреатита, синдром короткого кишечника), а также если питание через рот недостаточно и требуется дополнительная пищевая поддержка.
Парентеральное питание может осуществляться путём парентерального введения лекарственных средств. Основная цель парентерального питания — обеспечение поступления смеси ингредиентов (нутриентов) в количестве, соответствующем потребностям пациента, так чтобы это было безопасно и не вызывало каких либо осложнений.
Парентеральное питание позволяет длительное время адекватно обеспечивать потребности пациента в белке и энергии. Состав парентерального питания у различных возрастных групп и/или при различных заболеваниях имеет существенные отличия. Адекватное парентеральное питание позволяет снизить смертность и длительность пребывания пациентов в стационаре и палате интенсивной терапии.

## Осуществление парентерального питания
Парентеральное питание решает следующие основные цели:
- Обеспечение организма энергией и питательными веществами (белки, жиры, углеводы);
- Поддержание количества белка в организме и предотвращение его распада;
- Восстановление потерь организма за время болезни

При проведении полного парентерального питания (больной получает все питательные вещества только внутривенно) обязательно используют одновременное введение аминокислот, жировых эмульсий, глюкозы, витаминов и микроэлементов (селен, цинк, марганец и др.). В зависимости от состояния пациента, используются различные схемы введения, дозы энергетических и пластических субстратов, что отражено в рекомендациях Европейской ассоциации клинического питания и метаболизма (ESPEN). Особое внимание уделяется аминокислоте Глутамин в форме дипептида Глутамина. Дополнение парентерального питания этим компонентом усиливает иммунитет, восстанавливает работу органов и систем (особенно, желудочно-кишечного тракта), что сокращает время пребывания больных в отделениях интенсивной терапии, снижает количество осложнений, ускоряет восстановление пациента  и экономит средства больниц на лечение пациентов .

## Показания и противопоказания
Для первичной терапии:
- Кишечные свищи
- Острая почечная недостаточность (тубулярный некроз)
- Синдром короткого кишечника (после резекции)
- Ожоговая болезнь
- Печеночная недостаточность (острая декомпенсация)
- Болезнь Крона (эффективность не доказана)
- Нервная анорексия (эффективность не доказана)[6]

Для поддерживающей терапии:
- Обширные хирургические вмешательства
- Кишечная непроходимость
- Химиотерапия опухолей (при острой интоксикации)
- Острый радиационный энтерит

Абсолютных противопоказаний для парентерального питания нет .

## Применяемые растворы
Ниже приведена классификация препаратов для парентерального питания 
| Классификация препаратов согласно приказу ДЗ правительства Москвы (2012) |
| --- |
| 1. Растворы аминокислот : - общего назначения - специального назначения - дипептиды глутамина; - растворы аминокислот для больных печеночной недостаточностью; - растворы аминокислот для больных почечной недостаточностью; - растворы аминокислот, предназначенные для детей. 2. Жировые эмульсии : - на основе длинноцепочечных триглицеридов (LCT) - на основе смеси длинноцепочечных и среднецепочечных триглицеридов (МСТ/LCT) - на основе смеси длинноцепочечных и среднецепочечных триглицеридов с добавлением омега-3 жирных кислот (МСТ/LCT/омега-3 жирные кислоты) - только на основе рыбьего жира 3. Поливитаминные комплексы и микроэлементы : - препараты водорастворимых витаминов; - препараты жирорастворимых витаминов; - препараты водо- и жирорастворимых витаминов; - комплекс микроэлементов. 4. Комбинированные препараты: они включают следующие комбинированные контейнеры: - двухкомпонентные, «два в одном» (раствор аминокислот+раствор глюкозы); - трехкомпонентные, «три в одном»: - раствор аминокислот + раствор глюкозы + жировая эмульсия - раствор аминокислот + раствор глюкозы + многокомпонентная жировая эмульсия с включением омега-3 жирных кислот |